# Pedro Numa Córdoba
Pedro Numa Córdoba (Cañada de Gómez, provincia de Santa Fe,  Argentina, 1 de diciembre de 1897 – Buenos Aires, 2 de marzo de 1965), que usó los seudónimos de Numa Criollo y José Arolas, fue un letrista, periodista y guitarrista

## Actividad profesional
Antes de los 20 años publicó las décimas tituladas Mi zaino malacara y después continuó su labor poética. Se hizo conocido en el ambiente artístico y, en especial del dúo Gardel-Razzano, por lo que Gardel  grabó los tangos cuyas letras le pertenecían, Muñequita de lujo con música de Enrique Delfino y Pobre corazoncito, musicalizado por Vicente Greco, así como De mi tierra un fado de Francisco Lozano y Eduardo M. Manella que Córdoba había adaptado a la música criolla. Gardel le pidió también que pusiera letra a los tangos La cautiva de Carlos Vicente Geroni Flores y Mi refugio de Juan Carlos Cobián, así como  al shimmy Poupée de Estambul de Frank Silver e Irving Cohn, todos los cuales grabó posteriormente.
Sobre el vals Ay Aurora Carlos Gardel, José Razzano y Pedro Numa Córdoba hicieron el tango homónimo que quedó registrado a nombre de los tres en SADAIC el 14 de noviembre de 1939. Del Greco opina que su mejor canción fue la del tango Ojos negros, que lleva música de Vicente Greco que lo grabó por primera vez por Lola Membrives en 1920 para la discográfica Nacional. Otras obras que fueron gravadas y son reconocidas son Un lamento con música de Graciano de Leone y grabado por Corsini y Magaldi y Comandante Franco.
Como periodista publicó una serie de artículos sobre música nativa en la revista Caras y Caretas, colaboró en muchos periódicos y fundó revistas que tuvieron vida efímera. 
Córdoba falleció en Buenos Aires el 2 de marzo de 1965.

## Obras registradas a nombre de Pedro Numa Córdoba
Las obras que se encuentran a su nombre en SADAIC son:
- Alma de indio   en colaboración con Augusto A. Gentile
- Amando un recuerdo  (1956) en colaboración con Nemesio Pedro Mónaco
- Ay Aurora  (1939) en colaboración con Carlos Gardel y José Razzano
- China en colaboración con Enrique Pedro Delfino
- Comandante Franco   en colaboración con Francisco Canaro
- Decime pa que te juistes  (1956) en colaboración con Enrique Pedro Delfino
- Fiesta campera
- El gaucho vencido (1940) en colaboración con Bernardno Teres
- Mi refugio  (1946) en colaboración con Juan Carlos Cobián
- Muñequita de lujo (1938) en colaboración con Enrique Pedro Delfino
- Un lamento  (1939) en colaboración con Graciano De Leone
- El vaquero
- La veterana milonguera  en colaboración con Rafael Rossa
- Zorro azul